# Gaspar Fernandes
Gaspar Fernandes ou Gaspar Fernández (1566-1629) compositor e organista português. Ativo na catedral de Santiago de Guatemala e Puebla de los Ángeles, Nova Espanha (México nos dias de hoje). 

## Vida
A maioria dos estudiosos concorda que Gaspar Fernandes, cantor na catedral de Évora, Portugal, é a mesma pessoa que Gaspar Fernández, que foi contratado em 16 de julho, 1599 como organista da catedral de Santiago da Guatemala. Em 1606, Fernandes foi abordado por dignitários da catedral de Puebla, convidando-o como sucessor do falecido seu amigo Pedro Bermúdez como mestre capela. Ele deixou Santiago de Guatemala, em 12 julho, 1606, e iniciou seu mandato em Puebla, em 15 de Setembro. Aí permaneceu até à sua morte em 1629.

## Obra
As suas mais importantes conquistas para a posteridade foi a compilação em 1602 de vários livros contendo coro litúrgico católico romano polifónico, vários dos quais estão na Guatemala. Estes manuscritos contêm música de compositores espanhóis como: Francisco Guerrero, Cristóbal de Morales, e Pedro Bermúdez. Para completar esses livros, Fernandes compôs um ciclo de 8 Benedicamus Domino, o versículo que segue o Magnificat de algumas missas, e um hino para a Festa dos Anjos da Guarda.